# Tô Chánh Trung
Tô Chánh Trung là thẩm phán cao cấp người Việt Nam. Ông hiện giữ chức vụ Chánh tòa Tòa Gia đình và người chưa thành niên, Tòa án nhân dân cấp cao tại Thành phố Hồ Chí Minh. Ông từng có chức danh Thẩm phán Tòa án nhân dân tối cao Việt Nam.

## Tiểu sử
Tô Chánh Trung sinh năm 1963.
Tháng 12 năm 2003, Tô Chánh Trung là Thẩm phán Tòa án nhân dân tối cao Việt Nam công tác tại Tòa phúc thẩm Tòa án nhân dân tối cao tại Thành phố Hồ Chí Minh.
Sau khi Tòa án nhân dân cấp cao thành lập ngày 1 tháng 6 năm 2015, Tô Chánh Trung được điều động công tác tại Tòa án nhân dân cấp cao tại Đà Nẵng và giữ chức vụ Chánh tòa Tòa Hành chính Tòa án nhân dân cấp cao tại Đà Nẵng.
Chiều ngày 19 tháng 9 năm 2017, Tô Chánh Trung được điều trở lại TPHCM và được bổ nhiệm giữ chức vụ Chánh tòa Tòa Gia đình và người chưa thành niên, Tòa án nhân dân cấp cao tại Thành phố Hồ Chí Minh. Lúc này ông là thẩm phán cao cấp.
Ngày 19 tháng 10 năm 2017, Tô Chánh Trung tham gia hội đồng xét xử phúc thẩm vụ đại án thuốc giả VN Pharma, cùng với hai thẩm phán Phạm Công Mười (chủ tọa phiên tòa) và Phạm Thị Duyên.